# Círculo Linguístico de Moscou
Em 1915, o russo Roman Jakobson se notabilizou ao reunir os formalistas russos com o objetivo de estudar cientificamente a língua e as leis da produção poética. O CLM analisava de modo objetivo os textos literários de modo a identificar neles a “literariedade”, por meio do estudo das formas do conto, da narrativa e dos poemas populares.
Tzvetan Todorov, Roman Jakobson, Mikhail Bakhtin, Vladimir Propp, Viktor Choklovsky, Ossip Brik, Yuri Tynianov, Boris Eikhenbaum e Boris Tomachevski buscaram desenvolver uma prática de análise literária despojada de subjetividade e abstração. Sua ideia era estudar os aspectos da constituição do texto para criar uma ciência da Literatura a fim de descobrir o que confere ao texto literário sua literariedade. 

## Literariedade
Os formalistas entendiam a literariedade como as características que não estavam no estado de alma, na pessoa do poeta, nem no conteúdo, mas sim na constituição do próprio texto. Como método, a linguagem literária era comparada com outras linguagens, com organizações diferentes, como a comparação entre os textos poéticos e a linguagem cotidiana.

## Os formalistas russos
A crítica literária da época baseava-se em abstrações a respeito dos valores dos textos literários, muitas vezes focando suas análises na relação entre a biografia do autor, o contexto histórico e a ideologia predominante. Os estudiosos do Círculo Linguístico de Moscou, depois denominados “formalistas,” repudiavam a crítica literária da época, buscando estudar as características intrínsecas, ou seja, do próprio texto, a fim de criarem uma ciência da literatura. Enfatizavam que seu objeto seria não a Literatura em si, mas a literariedade do texto, ou seja, o que confere ao texto o estatuto de literário. A proposta do Círculo de Moscou foi inovadora ao propor análises que relacionavam a linguística à poética. Por causa da semelhança com as propostas de novos rumos estéticos em meio às mudanças radicais que pretendiam romper coma velha estética, poetas vanguardistas importantes faziam parte deste círculo, como Maiakovski, Pasternak, Mandelstam e Assiéiev.
“O que nos caracteriza não é o formalismo enquanto teoria estética, nem uma metodologia representando um sistema científico definido, mas o desejo de criar uma ciência literária autônoma a partir das qualidades intrínsecas do material literário.”
Boris Eikhenbaum